# Masa Jovanovic
Maša Jovanović (23 november 1994) is een tennisspeelster uit Australië. Jovanović begon op driejarige leeftijd met tennis. Haar favoriete ondergrond is hardcourt. Zij speelt rechtshandig en heeft een tweehandige backhand.

## Loopbaan
In 2015 maakte Jovanović haar grandslamdebuut door op het Australian Open in het gemengd dubbelspel uit te komen. Samen met landgenoot Sam Thompson had zij deze toelating veroverd door het winnen van de op 21 december 2014 gespeelde finale van de door Tennis Australia georganiseerde competitie Win a wildcard, die in de laatste maanden van 2014 voor de eerste keer werd gehouden.

## Posities op deWTA-ranglijst
Positie per einde seizoen:
| jaar | rang enkelspel | rang dubbelspel |
| ---- | -------------- | --------------- |
| 2013 | 931            | –               |
| 2014 | 1244           | –               |
| 2015 | 1229           | 1241            |
| 2016 | 869            | 807             |
| 2017 | 607            | 691             |
| 2018 | 667            | 611             |
| 2019 | 1080           | 1324            |
| 2020 | 1133           | 1413            |
| 2021 | 1341           | 1588            |

## Resultaten grandslamtoernooien
| Legenda | Legenda                          |
| ------- | -------------------------------- |
| g.t.    | geen toernooi gehouden           |
| l.c.    | lagere categorie                 |
| –       | niet deelgenomen                 |
| G       | uitgeschakeld in de groepsfase   |
| 1R      | uitgeschakeld in de eerste ronde |
| 2R      | uitgeschakeld in de tweede ronde |
| 3R      | uitgeschakeld in de derde ronde  |
| 4R      | uitgeschakeld in de vierde ronde |
| KF      | uitgeschakeld in de kwartfinale  |
| HF      | uitgeschakeld in de halve finale |
| F       | de finale verloren               |
| W       | het toernooi gewonnen            |
| w-v     | winst/verlies-balans             |

### Gemengd dubbelspel
| toernooi        | 2015 |
| --------------- | ---- |
| Australian Open | 1R   |
| Roland Garros   | –    |
| Wimbledon       | –    |
| US Open         | –    |